# Erasmus Widmann
Erasmus Widmann (Schwäbisch Hall, 15 de Setembro 1572 - Rothenburg ob der Taube, 31 de outubro de 1634) foi um compositor e organista alemão.

## Biografia
Erasmus Widmann nasceu a 15 de setembro na Cidade imperial livre de Schwäbisch Hall, no atual estado de Baden-Württenberg.
Filho de Georg Rudolf, escrivão do mosteiro de Comburgo da mesma cidade, Erasmus descendia da família de estudiosos e intelectuais académicos Widmann.
Sobre a escola de latim sob Johannes Crusius, Erasmus recebeu uma boa educação musical e protestante. Em 1589 matriculou-se na Universidade de Tubinga e graduou-se no ano seguinte com um bacharelato.
Em 1595 trabalhou como organista na cidade de Eisenerz, e no ano seguinte, mudou-se para Graz, onde lá trabalhou como organista até 1598. No curso da Contrarreforma e da expulsão dos protestantes, este teve que abandonar Graz junto com Johannes Kepler e Veit Bach e retornou à sua cidade natal, Schwäbisch Hall. Aqui ele assumiu o cargo de cantor e preceptor da escola de latim.
A partir de 1602 foi o mestre-de-capela organista do Conde Wolfgang von Hohenlohe-Langenburg em Weikersheim,e a partir de 1607 ele foi completamente dispensado de suas funções de ensino e foi o único responsável pela orquestra da corte. Além de organizar a música, escreveu textos, comédias e canções próprias, que foram publicadas na Musikalische Kurtzweil, entre outras.
Após a morte do conde Wolfgang em 1610, seu sucessor Georg Friedrich exigiu que Widmann voltasse a dedicar-se ao ensino.
Insatisfeito com isso, Widmann procurou um novo emprego e a partir de 1613 trabalhou como preceptor e cantor no Ginásio de Rothenburg ob der Tauber . Aqui ele escreveu seu Musical Tugendspiegel (1613) e a continuação e expansão do Neue Musikalische Kurtzweil (1623). A partir de 1627, Widmann descreveu-se em suas publicações como um "príncipe poeta" ( Poeta Laureate Caesareus ).  Em 1628, o subcantor Sebastian Stüx assumiu seu cargo.
Em 1629 Widmann escreveu seu Piorum suspiria - em resposta aos horrores da Guerra dos Trinta Anos.
Depois de sua esposa e uma filha, ele também sucumbiu à peste em outubro de 1634. Seu filho Georg Friedrich (* 8 de março de 1603) assumiu sua posição como organista em St. Jakob.
O Erasmus-Widmann-Gymnasium em Schwäbisch Hall recebeu o seu nome.